# Hệ thống chẩn đoán tích hợp

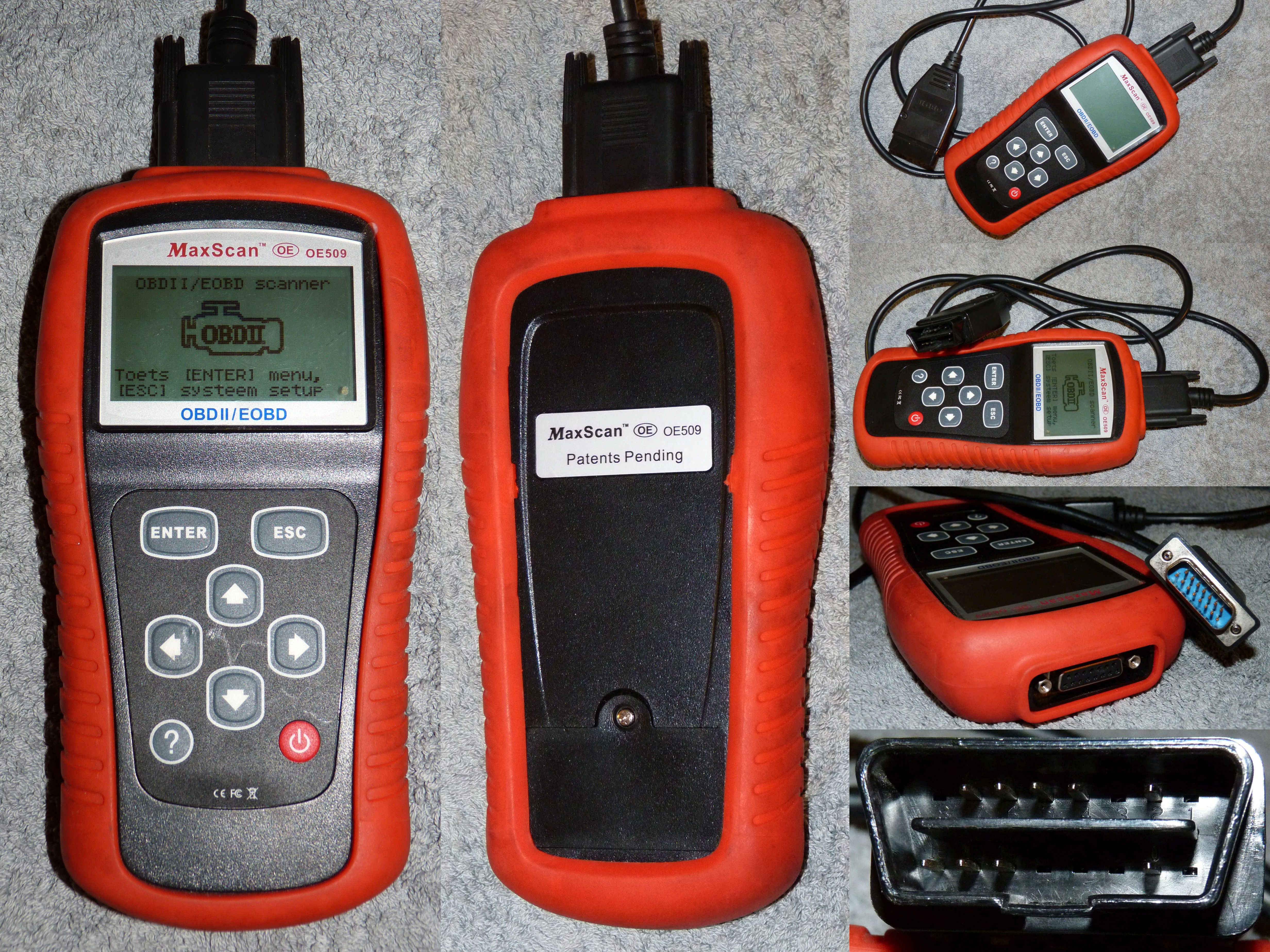
Nhiều góc độ và chi tiết khác nhau của "MaxScan OE509" - một máy quét cầm tay chẩn đoán tích hợp (OBD) khá điển hình từ thập kỷ đầu tiên của thế kỷ 21. Được sử dụng để kết nối với Trình kết nối liên kết dữ liệu SAE J1962 (DLC) được tìm thấy trên nhiều xe ô tô thời đại.

Hệ thống chẩn đoán trên xe (On-board diagnostics, OBD) là một thuật ngữ ô tô đề cập đến khả năng tự chẩn đoán và báo cáo của xe. Hệ thống OBD cho phép chủ phương tiện hoặc kỹ thuật viên sửa chữa truy cập vào trạng thái của các hệ thống phụ khác nhau của xe. Lượng thông tin chẩn đoán có sẵn thông qua OBD đã thay đổi rất nhiều kể từ khi nó được giới thiệu vào đầu những năm 1980 của các phiên bản máy tính trên xe. Các phiên bản đầu tiên của OBD sẽ chỉ chiếu sáng đèn báo trục trặc hoặc "đèn báo lỗi" nếu phát hiện ra vấn đề nhưng sẽ không cung cấp bất kỳ thông tin nào về bản chất của vấn đề. Việc triển khai OBD hiện đại sử dụng một cổng giao tiếp kỹ thuật số được tiêu chuẩn hóa để cung cấp dữ liệu thời gian thực bên cạnh một loạt mã sự cố chẩn đoán hoặc DTC được tiêu chuẩn hóa, cho phép chúng ta nhanh chóng xác định và khắc phục các trục trặc trong xe.

## Lịch sử
- 1969: Volkswagen giới thiệu hệ thống máy tính trên tàu đầu tiên có khả năng quét, trên các mẫu Type 3 phun nhiên liệu của họ.
- 1975: Máy tính tích hợp Datsun 280Z bắt đầu xuất hiện trên xe tiêu dùng, phần lớn được thúc đẩy bởi nhu cầu điều chỉnh thời gian thực của hệ thống phun nhiên liệu. Việc triển khai OBD đơn giản xuất hiện, mặc dù không có tiêu chuẩn hóa về những gì được giám sát hoặc cách nó được báo cáo.
- 1980: General Motors triển khai giao diện và giao thức độc quyền để thử nghiệm Mô-đun điều khiển động cơ (ECM) trên dây chuyền lắp ráp xe. Giao thức 'liên kết chẩn đoán dây chuyền lắp ráp' (ALDL) giao tiếp ở 160 baud với tín hiệu điều chế độ rộng xung (PWM) và giám sát rất ít hệ thống xe. Được triển khai trên các phương tiện ở California cho năm mẫu 1980 và phần còn lại của Hoa Kỳ vào năm 1981, ALDL không được thiết kế để sử dụng bên ngoài nhà máy. Chức năng khả dụng duy nhất dành cho chủ sở hữu là "Blinky Codes". Mã sự cố chẩn đoán (DTC) có thể được hiểu thông qua kiểu nhấp nháy của đèn "Kiểm tra công cụ" (MIL).
- 1982: RCA xác định tiêu chuẩn chẩn đoán phương tiện STE / ICE tương tự được sử dụng trong CUCV, M60_tank và các phương tiện quân sự khác trong thời đại cho Quân đội Hoa Kỳ.[2]
- 1986: Một phiên bản nâng cấp của giao thức ALDL xuất hiện, giao tiếp ở tốc độ 8192 baud với báo hiệu UART bán song công. Giao thức này được định nghĩa trong GM XDE-5024B.
- 1988: Ủy ban Tài nguyên Không khí California (CARB) yêu cầu tất cả các phương tiện mới được bán ở California vào năm 1988 và các phương tiện mới hơn phải có một số khả năng OBD cơ bản.[3] Các yêu cầu này thường được gọi là "OBD-I", mặc dù tên này không được áp dụng cho đến khi OBD-II ra đời. Đầu nối liên kết dữ liệu và vị trí của nó không được chuẩn hóa, cũng không phải là giao thức dữ liệu. Hiệp hội Kỹ sư Ô tô (SAE) đề xuất một đầu nối chẩn đoán được tiêu chuẩn hóa và bộ tín hiệu kiểm tra chẩn đoán.
- ~ 1994: Được thúc đẩy bởi mong muốn có một chương trình kiểm tra khí thải trên toàn tiểu bang, CARB ban hành đặc điểm kỹ thuật OBD-II và yêu cầu nó được áp dụng cho tất cả các xe ô tô được bán ở California bắt đầu từ năm mẫu 1996 (xem Tiêu đề CCR 13 Phần 1968.1 và 40 CFR Phần 86 Mục 86.094). Các DTC và đầu nối do SAE đề xuất được kết hợp vào đặc điểm kỹ thuật này.
- Năm 1996: Đặc điểm kỹ thuật OBD-II được thực hiện bắt buộc đối với tất cả các xe ô tô được bán tại Hoa Kỳ.
- 2001: Liên minh Châu Âu đưa ra EOBD bắt buộc đối với tất cả các loại xe chạy bằng xăng (xăng) được bán tại Liên minh Châu Âu, bắt đầu từ năm 2001 (xem Chỉ thị 98/69 / EC về tiêu chuẩn khí thải Châu Âu [4]).
- 2004: Liên minh Châu Âu đưa ra EOBD bắt buộc đối với tất cả các loại xe chạy bằng động cơ diesel được bán tại Liên minh Châu Âu
- 2006: Tất cả các phương tiện được sản xuất tại Úc và New Zealand bắt buộc phải tuân thủ OBD-II sau ngày 1 tháng 1 năm 2006.[5]
- 2008: Tất cả xe ô tô được bán tại Hoa Kỳ phải sử dụng tiêu chuẩn tín hiệu ISO 15765-4 [6] (một biến thể của xe buýt Mạng vùng điều khiển (CAN)).[7]
- 2008: Một số loại xe hạng nhẹ ở Trung Quốc được Văn phòng Quản lý Bảo vệ Môi trường yêu cầu thực hiện OBD (tiêu chuẩn GB18352 [8]) trước ngày 1 tháng 7 năm 2008.[9] Một số miễn trừ khu vực có thể được áp dụng.
- 2010: Đặc điểm kỹ thuật HDOBD (hạng nặng) được thực hiện bắt buộc đối với một số động cơ thương mại (xe không chở khách) được bán tại Hoa Kỳ.

## Giao diện tiêu chuẩn

### ALDL
ALDL (Liên kết chẩn đoán dây chuyền lắp ráp) của GM đôi khi được coi là phiên bản tiền nhiệm hoặc phiên bản độc quyền của nhà sản xuất của chẩn đoán OBD-I. Giao diện này được tạo ra theo nhiều loại khác nhau và được thay đổi với các mô-đun điều khiển tàu điện (hay còn gọi là PCM, ECM, ECU). Các phiên bản khác nhau có sự khác biệt nhỏ về tốc độ pin-outs và tốc độ truyền. Các phiên bản trước sử dụng tốc độ 160 baud, trong khi các phiên bản sau lên đến 8192 baud và sử dụng liên lạc hai chiều với PCM.

### OBD-I
Mục đích điều chỉnh của OBD-I là khuyến khích các nhà sản xuất ô tô thiết kế các hệ thống kiểm soát khí thải đáng tin cậy, duy trì hiệu quả cho "vòng đời hữu ích" của xe.    Hy vọng rằng bằng cách bắt buộc kiểm tra khí thải hàng năm cho California,    và từ chối đăng ký những xe không đạt, người lái xe sẽ có xu hướng mua những chiếc xe sẽ vượt qua bài kiểm tra một cách đáng tin cậy hơn. OBD-I phần lớn đã không thành công,    vì phương tiện báo cáo thông tin chẩn đoán cụ thể về khí thải không được tiêu chuẩn hóa. Những khó khăn kỹ thuật trong việc thu thập thông tin khí thải được tiêu chuẩn hóa và đáng tin cậy từ tất cả các phương tiện đã dẫn đến việc không thể thực hiện chương trình thử nghiệm hàng năm một cách hiệu quả. 
Mã sự cố chẩn đoán (DTC) của xe OBD-I thường có thể được tìm thấy mà không cần 'công cụ quét' đắt tiền. Mỗi nhà sản xuất đã sử dụng Đầu nối liên kết chẩn đoán (DLC), vị trí DLC, định nghĩa DTC và quy trình của riêng họ để đọc DTC từ xe. DTC của ô tô OBD-I thường được đọc qua các kiểu nhấp nháy của đèn 'Check Engine Light' (CEL) hoặc 'Service Engine Soon' (SES). Bằng cách kết nối các chân nhất định của đầu nối chẩn đoán, đèn 'Check Engine' sẽ nhấp nháy một số có hai chữ số tương ứng với tình trạng lỗi cụ thể. Tuy nhiên, DTC của một số ô tô OBD-I được hiểu theo những cách khác nhau. Xe Cadillac (xăng) phun nhiên liệu được trang bị tính năng chẩn đoán thực tế trên xe, cung cấp mã sự cố, kiểm tra thiết bị truyền động và dữ liệu cảm biến thông qua màn hình Kiểm soát khí hậu điện tử kỹ thuật số mới.
Nhấn giữ 'Tắt' và 'Làm ấm' trong vài giây sẽ kích hoạt chế độ chẩn đoán mà không cần công cụ quét bên ngoài. Một số máy tính của động cơ Honda được trang bị đèn LED sáng theo một kiểu cụ thể để chỉ DTC. General Motors, một số xe Ford đời 1989-1995 (DCL) và một số xe Toyota / Lexus đời 1989-1995 có sẵn luồng dữ liệu cảm biến trực tiếp; tuy nhiên, nhiều phương tiện được trang bị OBD-I khác thì không. Xe OBD-I có sẵn ít DTC hơn so với xe được trang bị OBD-II.

### OBD-1.5
OBD 1.5 đề cập đến việc triển khai một phần OBD-II mà General Motors đã sử dụng trên một số loại xe vào năm 1994, 1995 và 1996. (GM đã không sử dụng thuật ngữ OBD 1.5 trong tài liệu cho những loại xe này - chúng chỉ đơn giản có OBD và phần OBD-II trong sổ tay dịch vụ.)
Ví dụ, các tàu hộ tống 94–95 có một cảm biến oxy sau xúc tác (mặc dù chúng có hai bộ chuyển đổi xúc tác) và có một tập hợp con của mã OBD-II được triển khai. Đối với Corvette 1994, các mã OBD-II được triển khai là P0116-P0118, P0131-P0135, P0151-P0155, P0158, P0160-P0161, P0171-P0175, P0420, P1114-P1115, P1133, P1153 và P1158.
Hệ thống hybrid này đã có mặt trên GM H thân xe trong 94-95, W-cơ xe ô tô (Buick Regal, Chevrolet Lumina ('95 chỉ), Chevrolet Monte Carlo ('95 chỉ), Pontiac Grand Prix, Oldsmobile Cutlass Supreme) 94–95, L-body (Chevrolet Beretta / Corsica) trong 94–95, Y-body (Chevrolet Corvette) trong 94–95, trên F-body (Chevrolet Camaro và Pontiac Firebird) trong 95 và trên J- Body (Chevrolet Cavalier và Pontiac Sunfire) và N-Body (Buick Skylark, Oldsmobile Achieva, Pontiac Grand Am) trong các năm 95 và 96 và cả trên các xe Saab '94 -'95 với động cơ hút khí tự nhiên 2.3.
Sơ đồ chân cho kết nối ALDL trên những chiếc xe này như sau:
| 1 | 2  | 3  | 4  | 5  | 6  | 7  | 8  |
| 9 | 10 | 11 | 12 | 13 | 14 | 15 | 16 |

Đối với các kết nối ALDL, chân 9 là luồng dữ liệu, chân 4 và 5 là nối đất và chân 16 là điện áp pin.
Cần có một công cụ quét tương thích OBD 1.5 để đọc các mã do OBD 1.5 tạo ra.
Các mạch chẩn đoán và điều khiển bổ sung dành riêng cho xe cũng có sẵn trên đầu nối này. Ví dụ, trên Corvette có các giao diện cho luồng dữ liệu nối tiếp Class 2 từ PCM, thiết bị đầu cuối chẩn đoán CCM, luồng dữ liệu vô tuyến, hệ thống túi khí, hệ thống kiểm soát hành trình chọn lọc, hệ thống cảnh báo áp suất lốp thấp và thụ động hệ thống nhập keyless.
OBD 1.5 cũng đã được sử dụng trong Ford Scorpio từ năm 95.

### OBD-II
OBD-II là một cải tiến so với OBD-I về cả khả năng và tiêu chuẩn hóa. Tiêu chuẩn OBD-II chỉ định loại đầu nối chẩn đoán và sơ đồ chân của nó, các giao thức tín hiệu điện khả dụng và định dạng nhắn tin. Nó cũng cung cấp một danh sách ứng viên các thông số xe cần theo dõi cùng với cách mã hóa dữ liệu cho từng thông số. Có một chốt trong đầu nối cung cấp năng lượng cho công cụ quét từ pin xe, giúp loại bỏ nhu cầu kết nối công cụ quét với nguồn điện riêng. Tuy nhiên, một số kỹ thuật viên vẫn có thể kết nối công cụ quét với nguồn điện phụ để bảo vệ dữ liệu trong trường hợp bất thường xe bị mất điện do trục trặc. Cuối cùng, tiêu chuẩn OBD-II cung cấp một danh sách các DTC có thể mở rộng. Kết quả của việc tiêu chuẩn hóa này, một thiết bị duy nhất có thể truy vấn (các) máy tính trên xe trong bất kỳ phương tiện nào. OBD-II này có hai mẫu OBD-IIA và OBD-IIB. Việc tiêu chuẩn hóa OBD-II được thúc đẩy bởi các yêu cầu về khí thải và mặc dù chỉ có mã và dữ liệu liên quan đến khí thải được yêu cầu truyền qua nó, hầu hết các nhà sản xuất đã làm cho Đầu nối liên kết dữ liệu OBD-II trở thành đầu nối duy nhất trên xe mà qua đó tất cả các hệ thống đều được chẩn đoán và được lập trình. Mã sự cố chẩn đoán OBD-II có 4 chữ số, đứng trước một chữ cái: P cho động cơ và hộp số (hệ thống truyền lực), B cho thân, C cho khung và U cho mạng.

#### Đầu nối chẩn đoán OBD-II

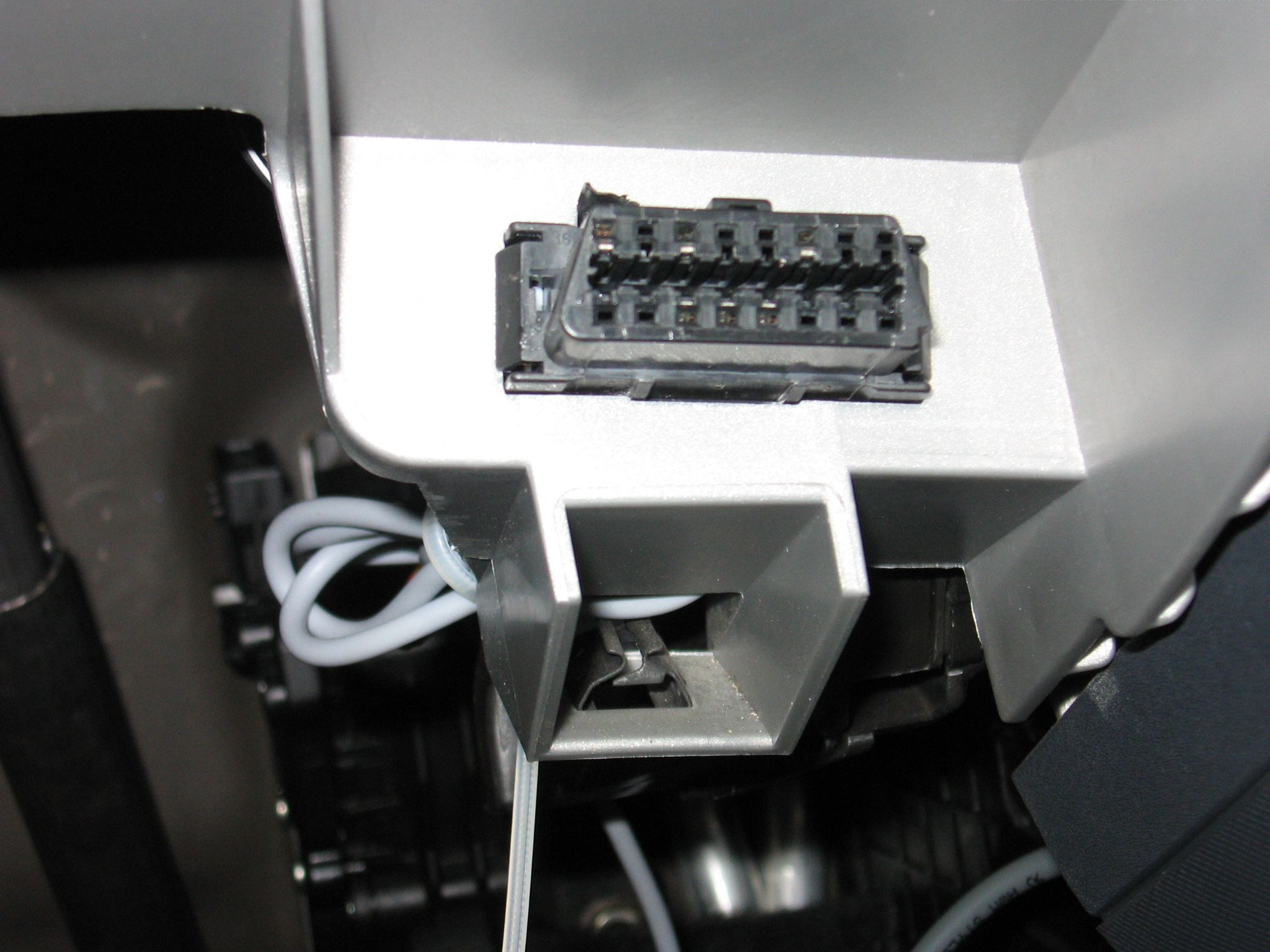
Đầu nối OBD-II cái trên ô tô

Sơ đồ chân đầu nối OBD-II cái - nhìn từ phía trước

Đặc điểm kỹ thuật OBD-II cung cấp giao diện phần cứng được tiêu chuẩn hóa — đầu nối J1962 16 chân (2x8) cái. Không giống như đầu nối OBD-I, đôi khi được tìm thấy dưới mui xe, đầu nối OBD-II được yêu cầu trong phạm vi 2 foot (0,61 m)   của vô lăng (trừ khi nhà sản xuất áp dụng biện pháp miễn trừ, trong trường hợp đó, tay lái vẫn ở đâu đó trong tầm với của người lái). SAE J1962 xác định sơ đồ chân của đầu nối là:
| 1 | Manufacturer discretion. GM: J2411 GMLAN/SWC/Single-Wire CAN. VW/Audi: Switched +12 to tell a scan tool whether the ignition is on.                     | 9  | Manufacturer discretion. GM: 8192 baud ALDL where fitted. BMW: RPM signal.                                                                              |
| 2 | Bus positive Line of SAE J1850 PWM and VPW | 10 | Bus negative Line of SAE J1850 PWM only (not SAE 1850 VPW)                                                                                              |
| 3 | Manufacturer discretion. Ford DCL(+) Argentina, Brazil (pre OBD-II) 1997–2000, USA, Europe, etc. Chrysler CCD Bus(+) Ethernet TX+ (Diagnostics over IP) | 11 | Manufacturer discretion. Ford DCL(-) Argentina, Brazil (pre OBD-II) 1997–2000, USA, Europe, etc. Chrysler CCD Bus(-) Ethernet TX- (Diagnostics over IP) |
| 4 | Chassis ground | 12 | Not connected Manufacturer discretion: Ethernet RX+ (Diagnostics over IP)                                                                               |
| 5 | Signal ground | 13 | Manufacturer discretion. Ford: FEPS - Programming PCM voltage Ethernet RX- (Diagnostics over IP)                                                        |
| 6 | CAN high (ISO 15765-4 and SAE J2284) | 14 | CAN low (ISO 15765-4 and SAE J2284) |
| 7 | K-line of ISO 9141-2 and ISO 14230-4 | 15 | L-line of ISO 9141-2 and ISO 14230-4 |
| 8 | Manufacturer discretion. Many BMWs: A second K-line for non OBD-II (Body/Chassis/Infotainment) systems. Activate Ethernet (Diagnostics over IP)         | 16 | Battery voltage |

Việc chỉ định các chân cắm không xác định là do nhà sản xuất xe quyết định.

### EOBD
Các quy định về chẩn đoán trên xe (EOBD) của Châu Âu tương đương với OBD-II và áp dụng cho tất cả các xe chở khách thuộc loại M1 (có không quá 8 chỗ ngồi và xếp hạng Tổng trọng lượng xe là 2500   kg trở xuống) được đăng ký lần đầu tại các quốc gia thành viên EU kể từ ngày 1 tháng 1 năm 2001 đối với ô tô động cơ xăng (xăng) và kể từ ngày 1 tháng 1 năm 2004 đối với ô tô động cơ diesel.
Đối với các mẫu xe mới được giới thiệu, ngày quy định được áp dụng trước đó một năm - ngày 1 tháng 1 năm 2000 đối với xăng và ngày 1 tháng 1 năm 2003 đối với động cơ diesel.
Đối với ô tô chở khách có tổng trọng lượng xe lớn hơn 2500   kg và đối với xe thương mại hạng nhẹ, quy định áp dụng từ ngày 1 tháng 1 năm 2002 đối với mẫu xe chạy xăng và ngày 1 tháng 1 năm 2007 đối với mẫu xe chạy dầu.
Việc triển khai kỹ thuật của EOBD về cơ bản giống với OBD-II, với cùng một đầu nối liên kết chẩn đoán SAE J1962 và các giao thức tín hiệu được sử dụng.
Với tiêu chuẩn khí thải Euro V và Euro VI, ngưỡng khí thải EOBD thấp hơn so với Euro III và IV trước đây.